# Mormonia albomarginata
Mormonia albomarginata là một loài bướm đêm trong họ Noctuidae.